# Acanthoscurria suina
Acanthoscurria suina là một loài nhện trong họ Theraphosidae.
Loài này thuộc chi Acanthoscurria. Acanthoscurria suina được Mary Agard Pocock miêu tả năm 1903.